# Râul Valea Vidrișca
Râul Valea Vidrișca este un afluent al râului Valea Tâlharului. 

## Hărți
- Harta județului Maramureș
- Harta Munții Gutâi  Arhivat în 4 martie 2016, la Wayback Machine.